# Tętnica odbytnicza górna

Tętnice krezkowe i ich gałęzie. Tętnica odbytnicza górna w dolnej części ilustracji

Tętnica odbytnicza górna (łac. arteria rectalis superior) – w anatomii człowieka tętnica będąca końcową gałęzią tętnicy krezkowej dolnej. Biegnąc w obrębie krezki okrężnicy esowatej zstępuje w dół z jamy brzusznej do miednicy, z tyłu od odbytnicy. Na poziomie trzeciego kręgu krzyżowego dzieli się na dwie (czasem trzy) gałęzie, przebiegające po obu stronach odbytnicy i zespalające się ze sobą licznymi gałązkami. 
Tętnica odbytnicza górna tworzy zespolenia z dolną tętnicą okrężnicy esowatej, a także z tętnicą odbytniczą środkową (gałęzią tętnicy biodrowej wewnętrznej) i tętnicą odbytniczą dolną (gałęzią tętnicy sromowej wewnętrznej).
Tętnica odbytnicza górna zaopatruje większą (miedniczną) część odbytnicy, aż do mięśnia zwieracza wewnętrznego odbytu. Z obszaru zaopatrywanego przez tętnicę odbytniczą górną krew odpływa żyłą odbytniczą górną, będącą początkowym odcinkiem żyły krezkowej dolnej.